# Алькантара, Рейньер
Рейньер Алькантара Нуньес (исп. Reinier Alcántara Nuñez; род. 14 января 1982, Пинар-дель-Рио) — кубинский футболист, нападающий.

## Карьера
Рейньер Алькантара начал карьеру в 15-летнем возрасте в клубе «Пинар-дель-Рио» и выступал за него до 2008 года, проведя 90 матчей и забив 50 голов. Дважды с клубом он выигрывал чемпионат Кубы и дважды становился лучшим игроком первенства.
Алькантара выступал за сборные Кубы до 17 и до 23 лет. В 2005 году дебютировал в составе первой сборной Кубы в матче с Гаити. 8 июня 2007 года в матче Золотого кубка он забил первый мяч за сборную, поразив ворота Мексики. Всего за сборную он провёл 22 матча и забил 14 голов, однако считается, что Алькантара мог провести больше матчей в составе национальной команды.
В октябре 2008 году Алькантара сбежал из гостиницы в Вашингтоне, где располагалась сборная, готовящаяся к матчу 11 октября против команды США. Свой побег форвард спланировал заранее: он усиленно тренировался, чтобы попасть в состав команды на этот матч. Алькантара поймал такси и уехал до Макдоналдса, находящегося вне пределов города; там он встретился со своим другом, который перевёз его в Атланту. Сборная Кубы матч проиграла 1:6. Алькантару был предоставлен вид на жительство в США и разрешение на работу.
После получения разрешения на работу, Алькантара начал контактировать с американскими клубами MLS, предлагая им свои услуги. Не получив предложений от клубов высшего американского дивизиона, Алькантара подписал контракт с клубом первой лиги «Майами».

## Достижения

### Командные
- Чемпион Кубы: 2000, 2006

### Личные
- Футболист года на Кубе: 2006, 2007